# بحيرة باهراناغات العليا
بُحيرة باهراناغات العُليا (بالإنجليزية: Upper Pahranagat Lake)‏ هي بحيرة في وادي باهراناغات في نيفادا، الولايات المتحدة تبلُغ ارتفاعًا قدرهُ 3340 قدمًا (1018 متر).

## مَضمون
تشير بيانات مسح أجريت في هذهِ البُحيرة إلى أَنَّ مياه بحيرة باراناجات العليا تحتوي على نسبة عالية من معادن وأملاح. لَم يتم تحديد ما إذا كانت هذا مفيدةً أو ضارةً من خلال تأثيرها الفعلي (أي على استخدامات هذه المعادن وفوائدها).

## أسماك
في وادي باهراناغات بشكلٍ عام، تعد كُلٍ من بحيرة باهراناغات العُليا وبحيرة نيسبيت من مواقع صيد شهيرة. تحتوي كلتا البحيرتين على عدّة أسماك منها:
- Largemouth bass (الاسم العلمي: Micropterus salmoides)
- بلهد أسود [الإنجليزية] (الاسم العلمي: Ameiurus melas)

في حين أن أعالي وادي باهراناغات بشكلٍ عام يحتوي أيضًا على سمك كراب ويُعتبر موطنًا مُلائمًا لهُ.